# 콜리마 유카기르어

러시아인 접촉 이전의 유카기르어족 분포. 보라색이 콜리마 유카기르어.

콜리마 유카기르어는 유카기르어족의 현존하는 2개 언어 중 하나이다. 러시아 극동 사하 공화국과 마가단주에 걸친 콜리마강 상류 지역에서 사용된다. 남부 유카기르어나 삼림 유카기르어라고도 한다. 2010년 기준 활동적 화자는 10명만 남아있는 사멸 직전의 언어였다.

## 같이 보기
- 콜리마 (지역)